# Space War
Space War är ett TV-spel utgivet av Atari, Inc. 1978 till Atari VCS. Spelet släpptes av till Microsofts Game Room-tjänst via Xbox 360 den 3 november 2010.
Spelet är en portering av Steve Russells Spacewar! från 1962.  Spelet släpptes även av Sears som Space Combat, till Atari VCS Sears Video Arcade. Spelkassettversionen innehåller 17 olika varianter.
Variant 1-13 innehåller dueller mellan två rymdfarkoster, variant 14-17 är för endast en spelare. I vissa varianter utkämpas striden nära en planet, vars gravitation påverkar rymdfarkosterna, ett koncept senare använt i Star Control.

### Fotnoter
1. ↑  http://www.mobygames.com/game/atari-2600/space-war/trivia Moby Games. "Game Trivia for Space War," (läst 9 mars 2009).
2. ↑  http://www.atariage.com/box_page.html?SoftwareLabelID=470 Arkiverad 17 augusti 2014 hämtat från the Wayback Machine. Atari Age. "Atari 2600 Boxes - Space War," (läst 22 maj 2014).